# Juan Garmendia Larrañaga
Pour les articles homonymes, voir Juan Garmendia.
Juan Garmendia Larrañaga, né le 12 juillet 1926 à Tolosa et mort le 8 janvier 2015 à Tolosa, est un ethnologue, historien du Pays basque et écrivain basque espagnol de langue basque et espagnole.